# Koki Fukui
Koki Fukui (福井 光輝 Fukui Koki?), född 4 november 1995 i Kanagawa prefektur, är en japansk fotbollsspelare.
Fukui började sin karriär 2018 i FC Machida Zelvia.